# فلات آنادیر
فلات آنادیر (روسی: Анадырское нагорье، آوانگاری Anadyrskoye Nagorye) یک فلات در ناحیه خودگردان چوکوتکای کشور روسیه است.